# Anguillospora filiformis
Anguillospora filiformis är en svampart som beskrevs av Greath. 1961. Anguillospora filiformis ingår i släktet Anguillospora, ordningen Pleosporales, klassen Dothideomycetes, divisionen sporsäcksvampar och riket svampar.   Inga underarter finns listade i Catalogue of Life.